# Aleksander Chrystowski
Aleksander Chrystowski (ur. 1858 w Wysokim Litewskim, zm. 15 września 1916) – polski działacz polityczny i społeczny, adwokat.
Był synem Edmunda urzędnika i Adeliny z Zellertów. W 1880 ukończył prawo na Uniwersytecie w Petersburgu. W 1884 roku przybył do Łomży. Był naczelnikiem Ochotniczej Straży Ogniowej, przez 3 lata stał na czele Towarzystwa Dobroczynności i był pierwszym prezesem Łomżyńskiego Towarzystwa Wioślarskiego. Jeden z założycieli Polskiej Biblioteki Publicznej. Brał aktywny udział w pracach teatru amatorskiego. 
Uczestniczył również w życiu politycznym – od maja do sierpnia 1906 był posłem do Dumy Państwowej Imperium Rosyjskiego. W czasie I wojny światowej (luty – 15 września 1916) był II burmistrzem Łomży.